# Église Saint-Sylvestre de Saint-Sylvestre (Haute-Vienne)
Pour les articles homonymes, voir église Saint-Sylvestre.
L'église Saint-Sylvestre est une église catholique situé dans la commune de Saint-Sylvestre, dans la région Nouvelle-Aquitaine (France).

## Localisation
L'église est située en Limousin, en Haute-Vienne, sur la commune de Saint-Sylvestre.

## Historique

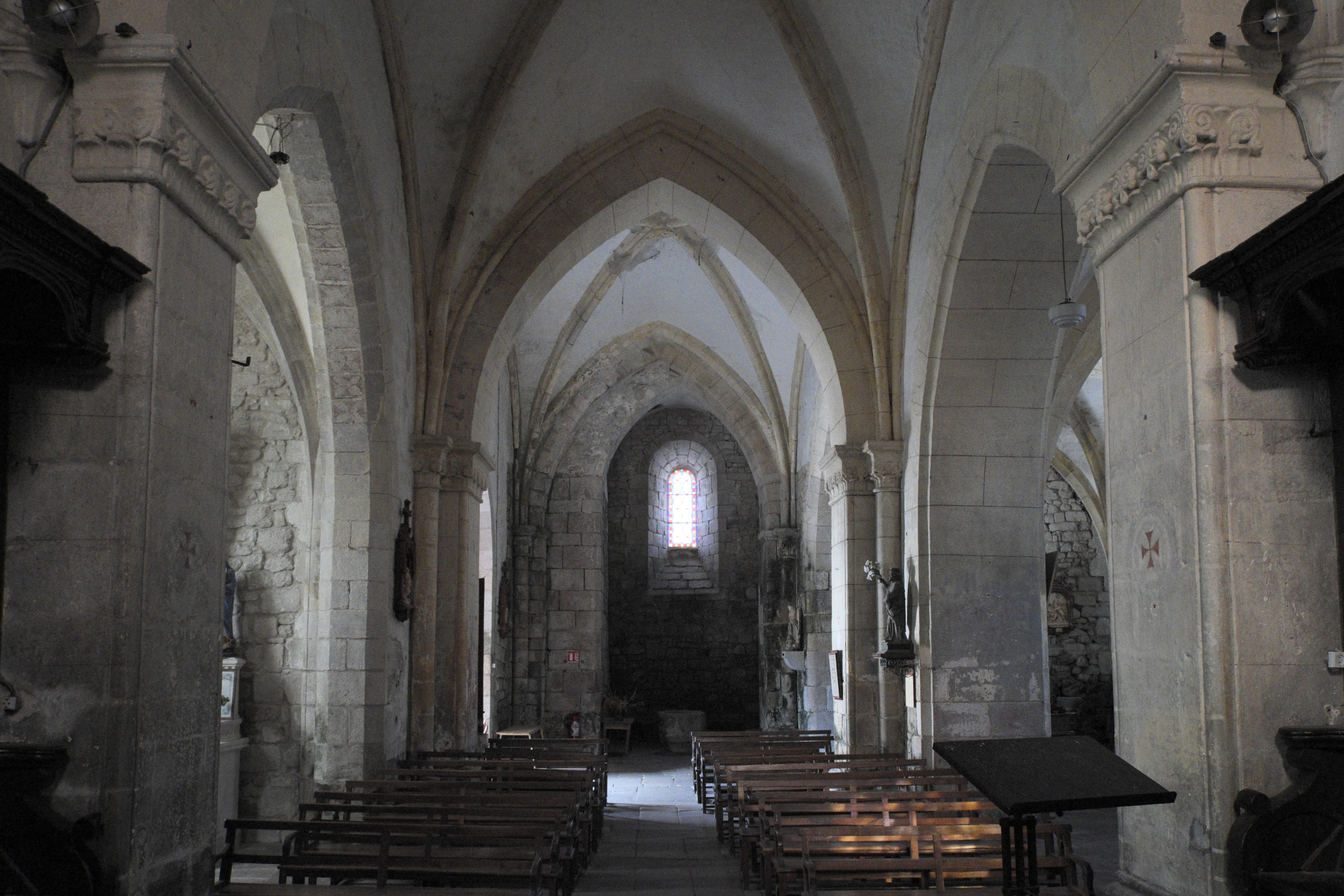
La nef

Deux travées de l'église voûtées d'ogives ont été construites au XIIIe siècle. Au XVe siècle ont été ajoutées une troisième à l'est, trois chapelles au nord et deux au sud.
Au XVIIe siècle, un clocher est ajouté ainsi qu'une sacristie.
L'église est inscrite au titre des monuments historiques par arrêté du 9 juin 1971.

## Mobilier
Après la dissolution de l'ordre de Grandmont, deux châsses et le buste-reliquaire de saint Étienne de Muret ont été placées dans une chapelle et ramenées dans l'église Saint-Sylvestre le 15 août 1791.
La plupart des châsses déposées dans l'église Saint-Sylvestre ont été détruites quand le conseil municipal a décidé, le 20 vendémiaire an III (14 octobre 1794), à la demande de l'agent national réclamant du cuivre pour une chaudière, que « tout le cuivre qui se trouve dans la cy-devant église sera incessamment et de suite renvoyé par un expert à Limoges et par la voie de deux commissaires nommés à cet effet, qui feront transporter ledit cuivre chez un ouvrier travaillant sur le cuivre, pour de suite faire faire laditte chaudière pour la cuitte des eaux ».
L'église conserve deux objets provenant de l'abbaye de Grandmont :
- le buste-reliquaire de saint Étienne de Muret du XVe siècle,
- un phylactère d'argent doré donné à l'abbaye de Grandmont par Guy de Montvallier au XIIIe siècle

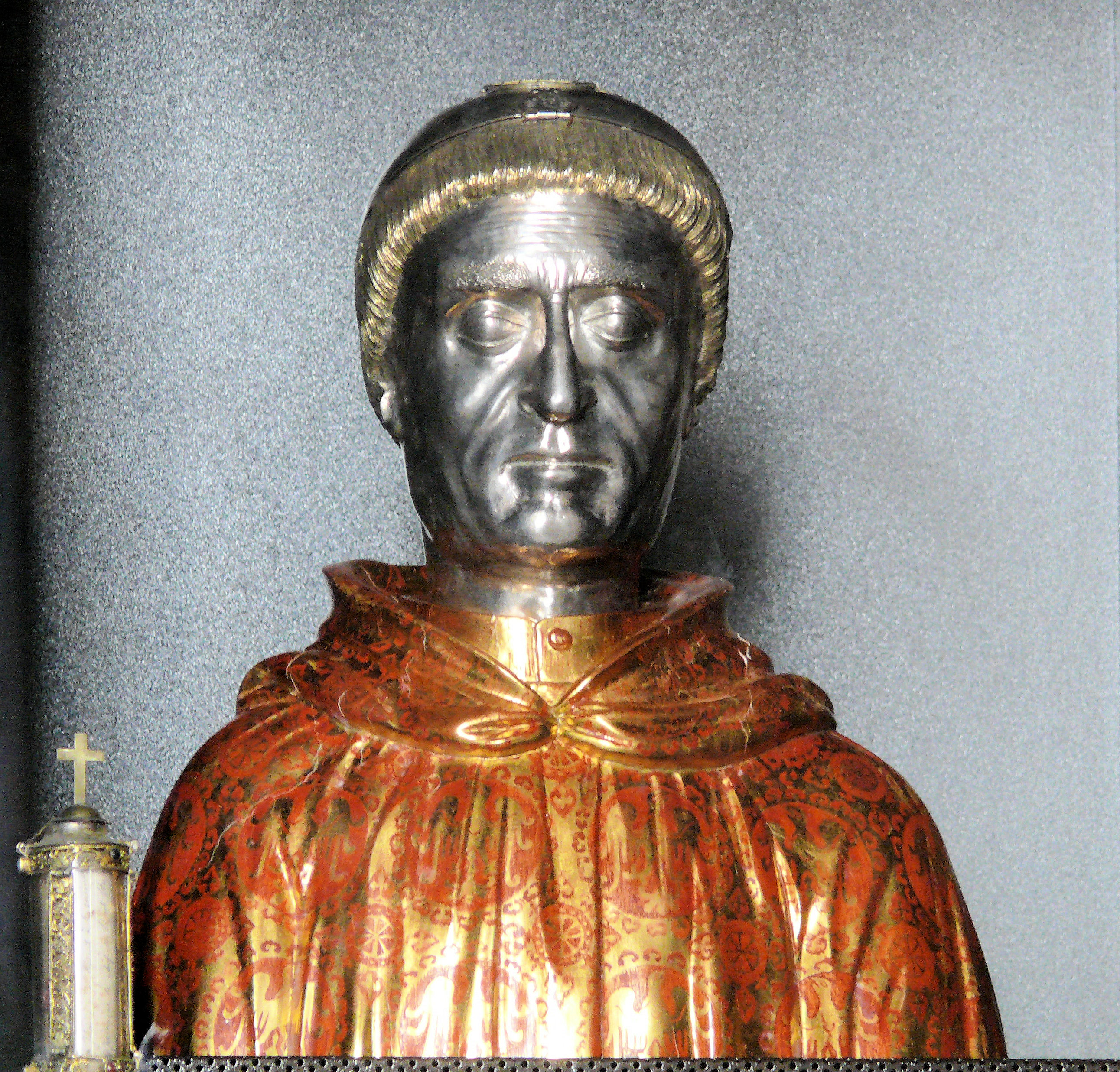
Buste-reliquaire de saint Étienne de Muret